# Пелотас
Пело́тас (порт. Pelotas) — город и муниципалитет в Бразилии, входит в штат Риу-Гранди-ду-Сул, в 271 км от столицы штата — города Порту-Алегри. Составная часть мезорегиона Юго-восток штата Риу-Гранди-ду-Сул. Входит в экономико-статистический микрорегион Пелотас. Население составляет 328 275 человек на 2010 год. Занимает площадь 1 608,768 км². Плотность населения — 203,89 чел./км².
В городе находятся два университета: Universidade Federal de Pelotas (UFPel) и Universidade Católica de Pelotas (UCPEL), два театра, публичная библиотека и три музея. Неподалёку от города расположен международный аэропорт Bartolomeu de Gusmão (назван в честь Бартоломеу де Гусмана).
Пелотас — один из футбольных центров штата. В городе действует три футбольных клуба: «Пело́тас», «Гре́мио Брази́л», «Grêmio Atlético Farroupilha».

## История
Город основан 7 июля 1812 года.

## Статистика
- Валовой внутренний продукт на 2005 год составляет 2 644 670 000,00 реалов (данные: Бразильский институт географии и статистики).
- Валовой внутренний продукт на душу населения на 2005 год составляет 7721,00 реалов (данные: Бразильский институт географии и статистики).
- Индекс развития человеческого потенциала на 2000 год составляет 0,816 (данные: Программа развития ООН).

## География
Климат местности: субтропический. В соответствии с классификацией Кёппена, климат относится к категории Cfa.

## Галерея

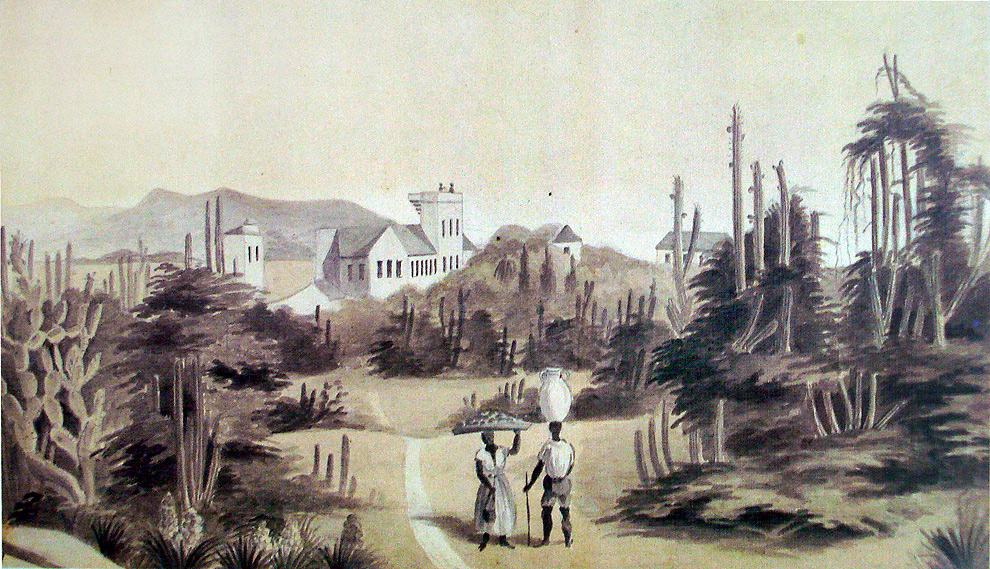
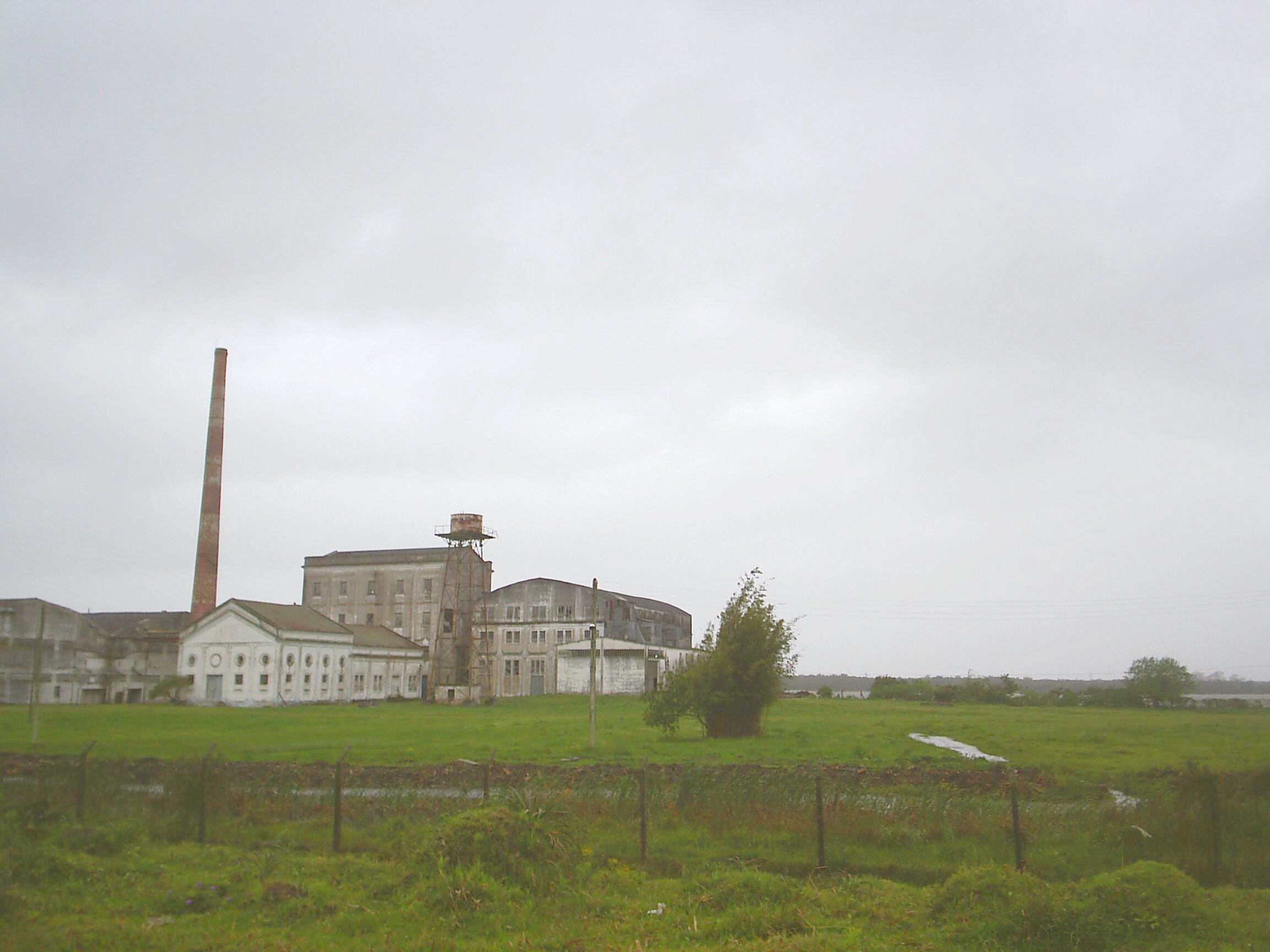
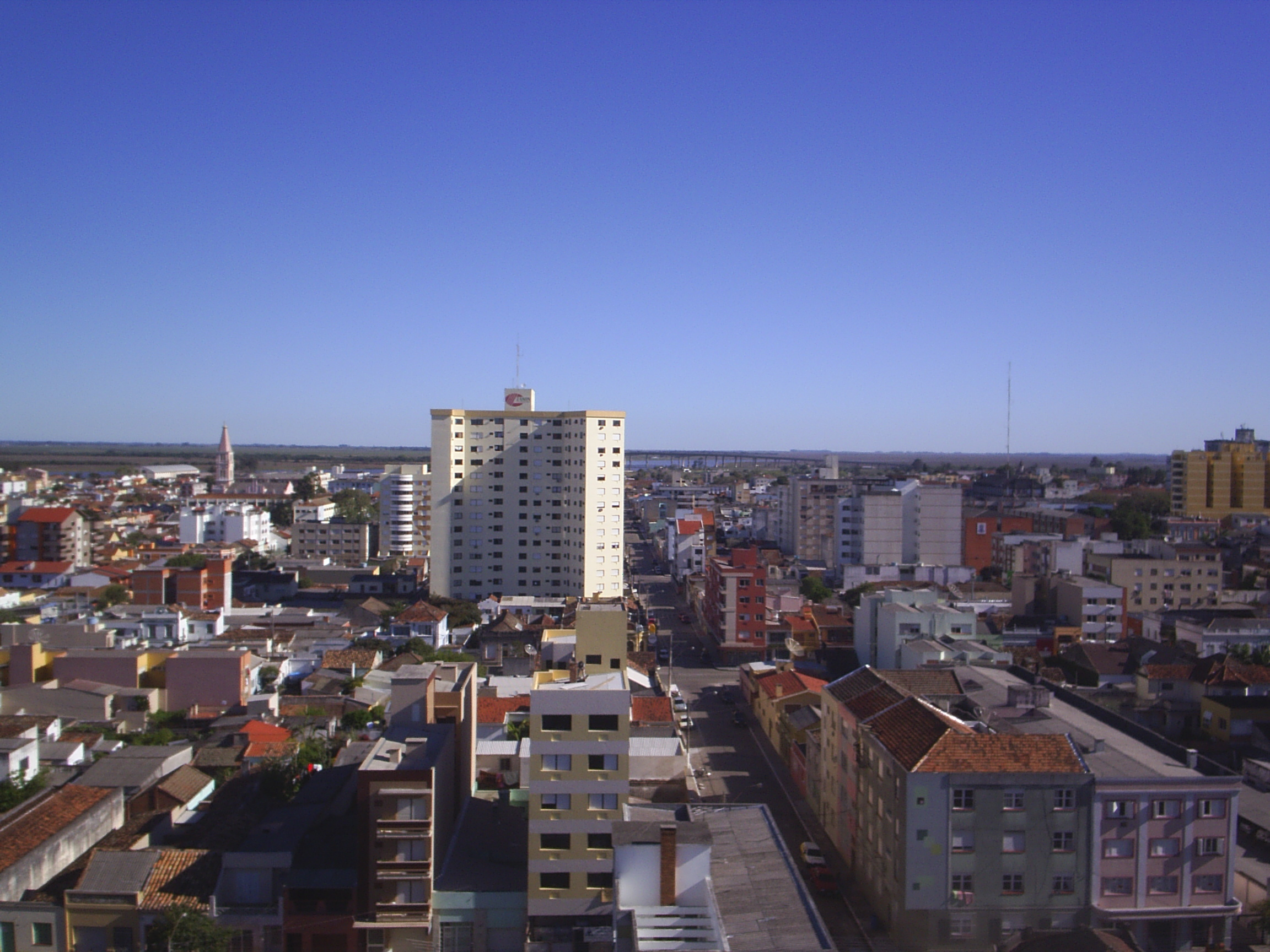
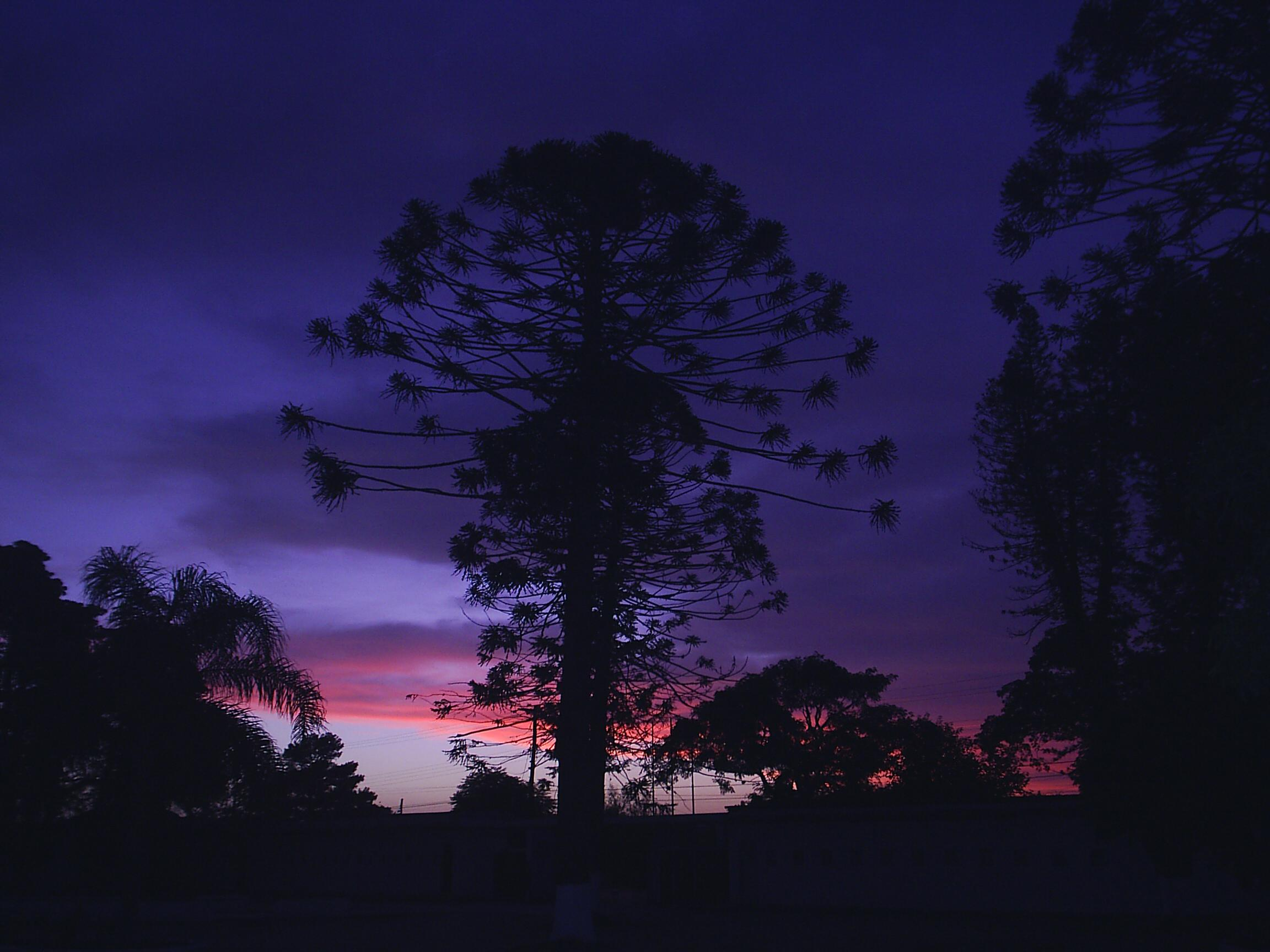
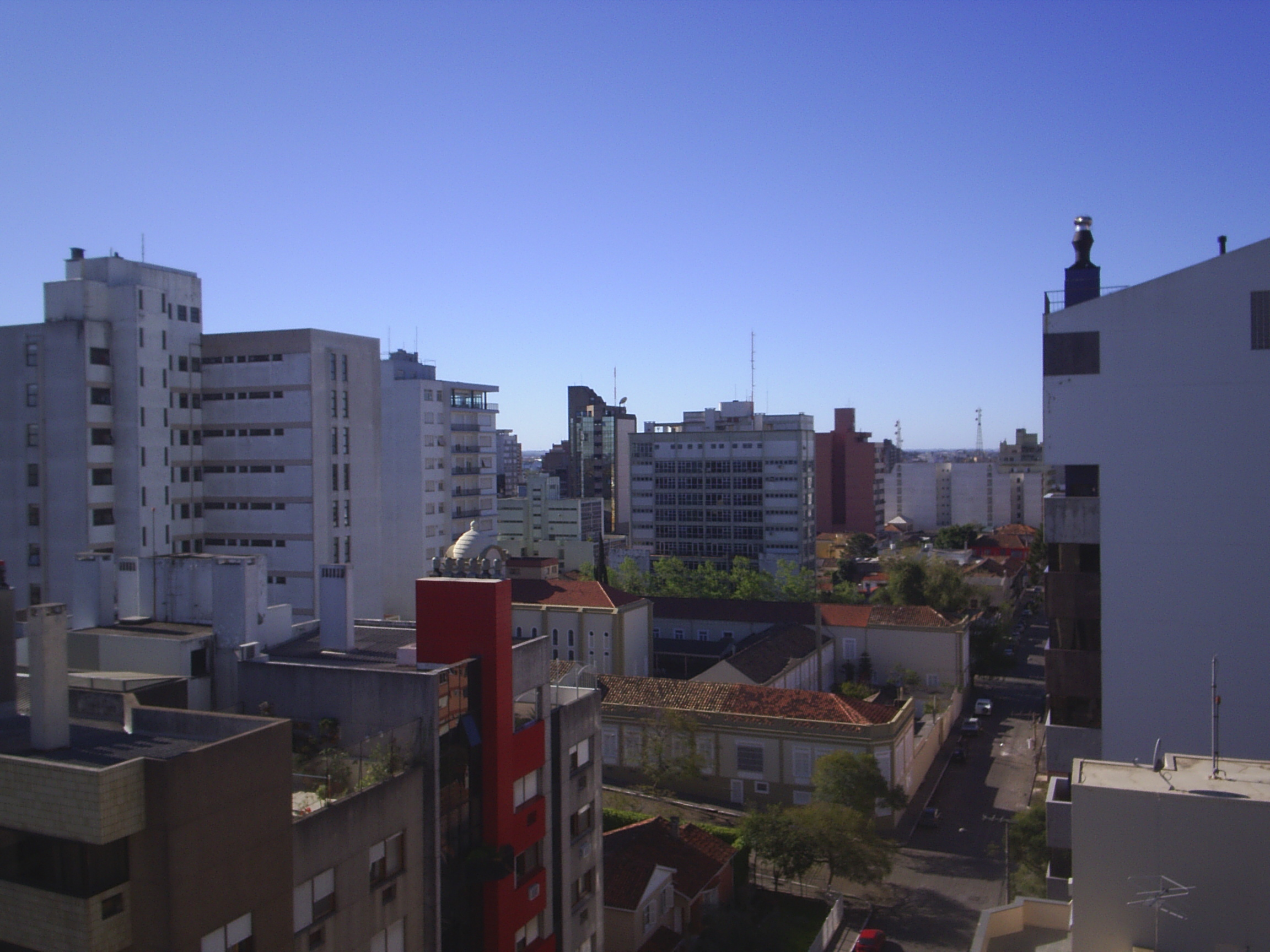
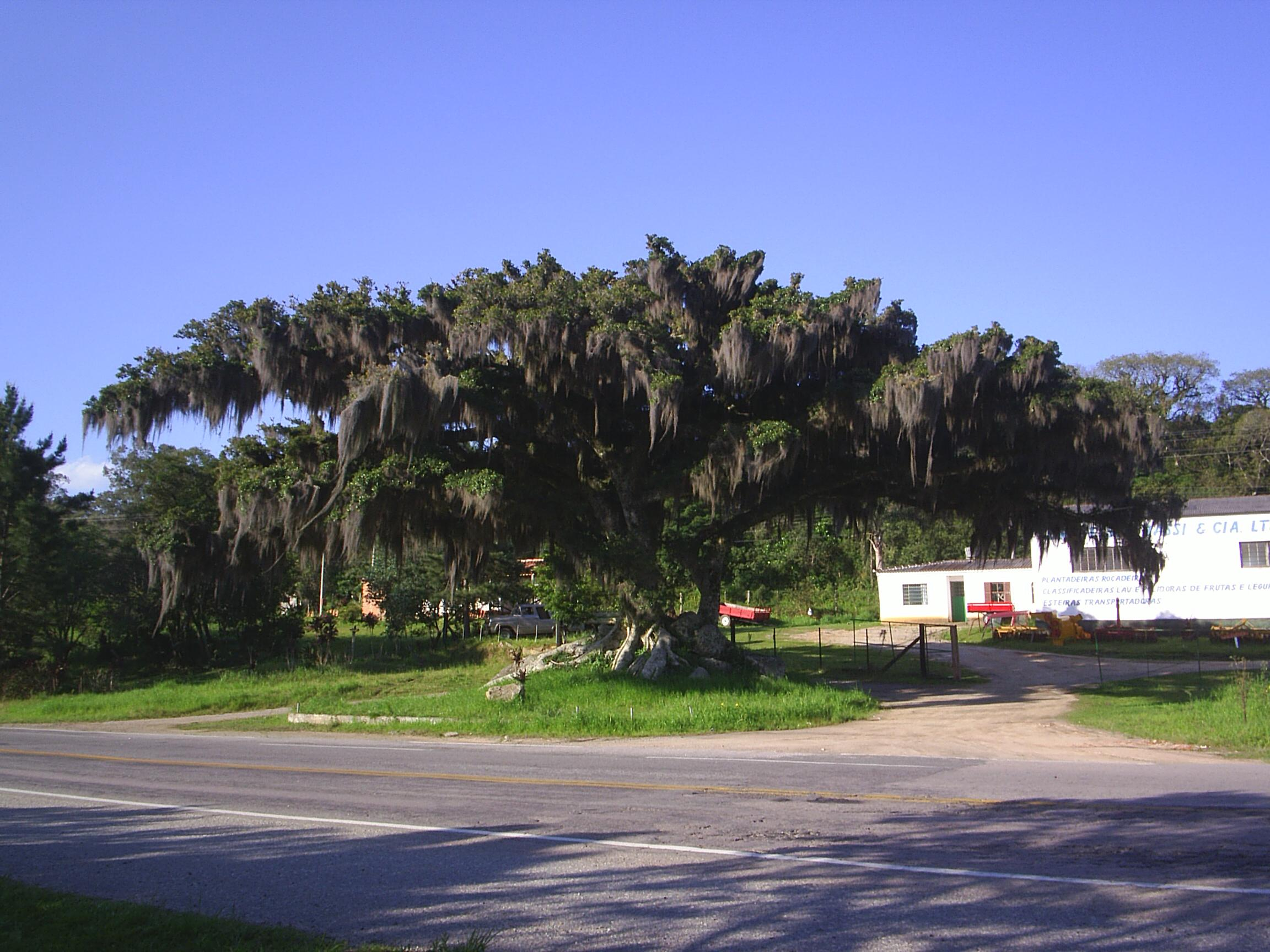
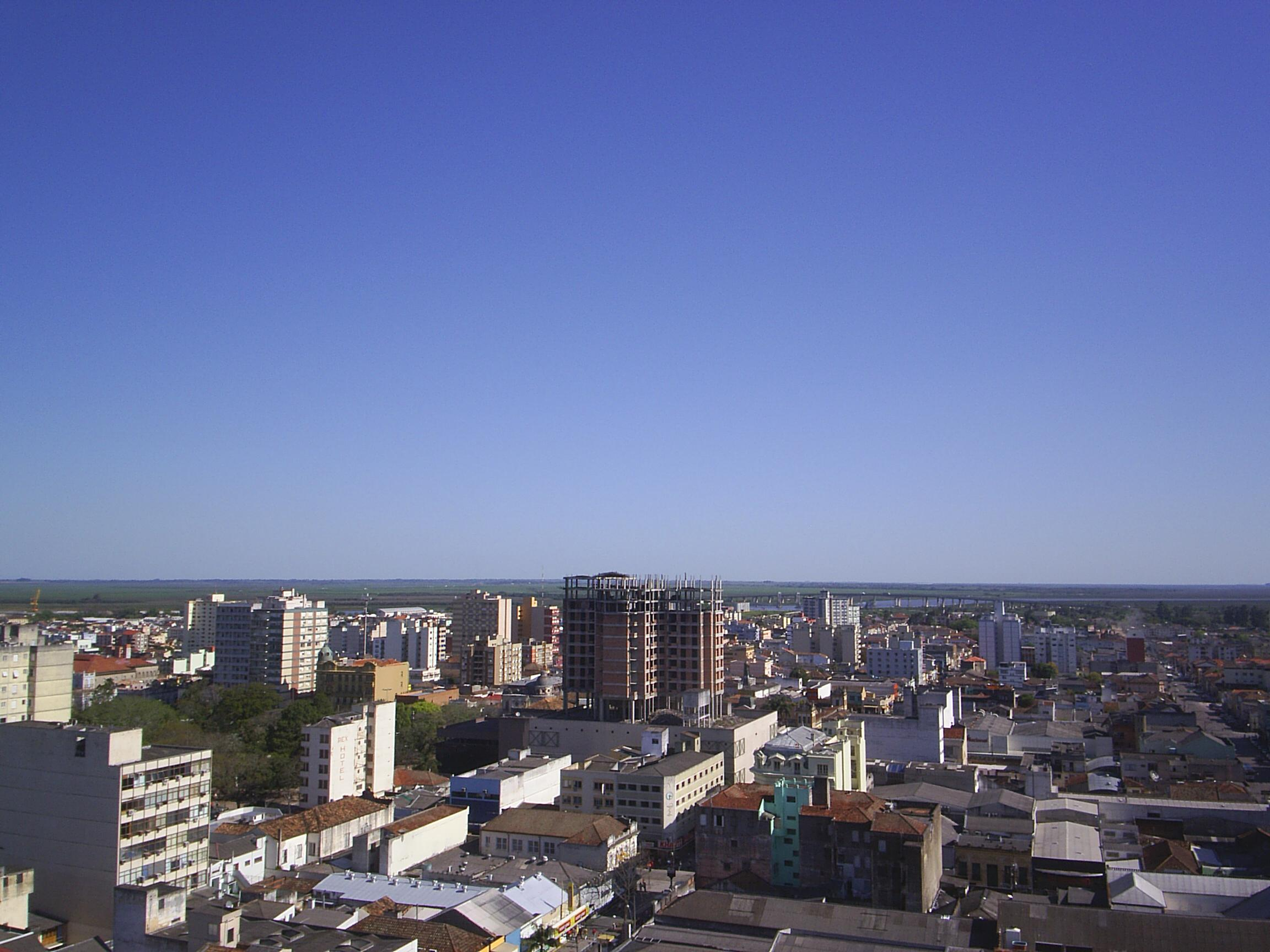
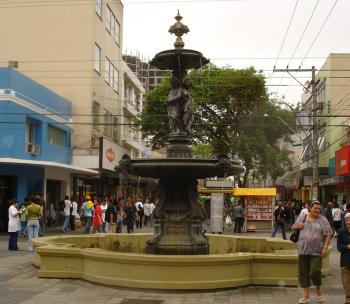
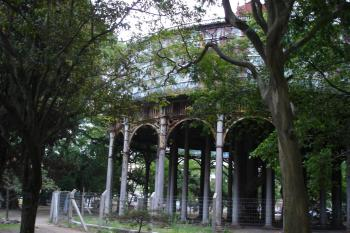
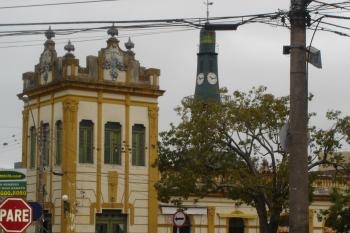
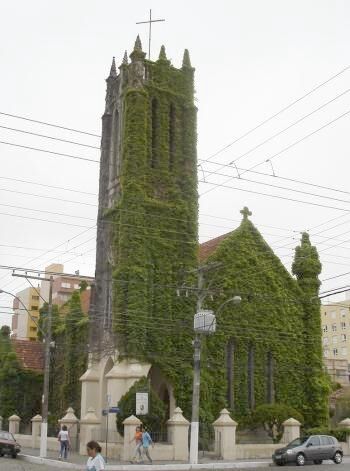
Собор
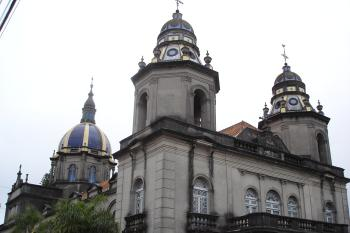
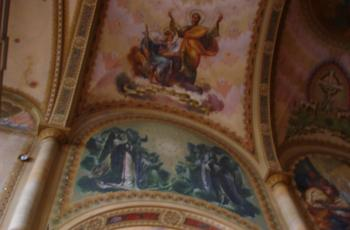
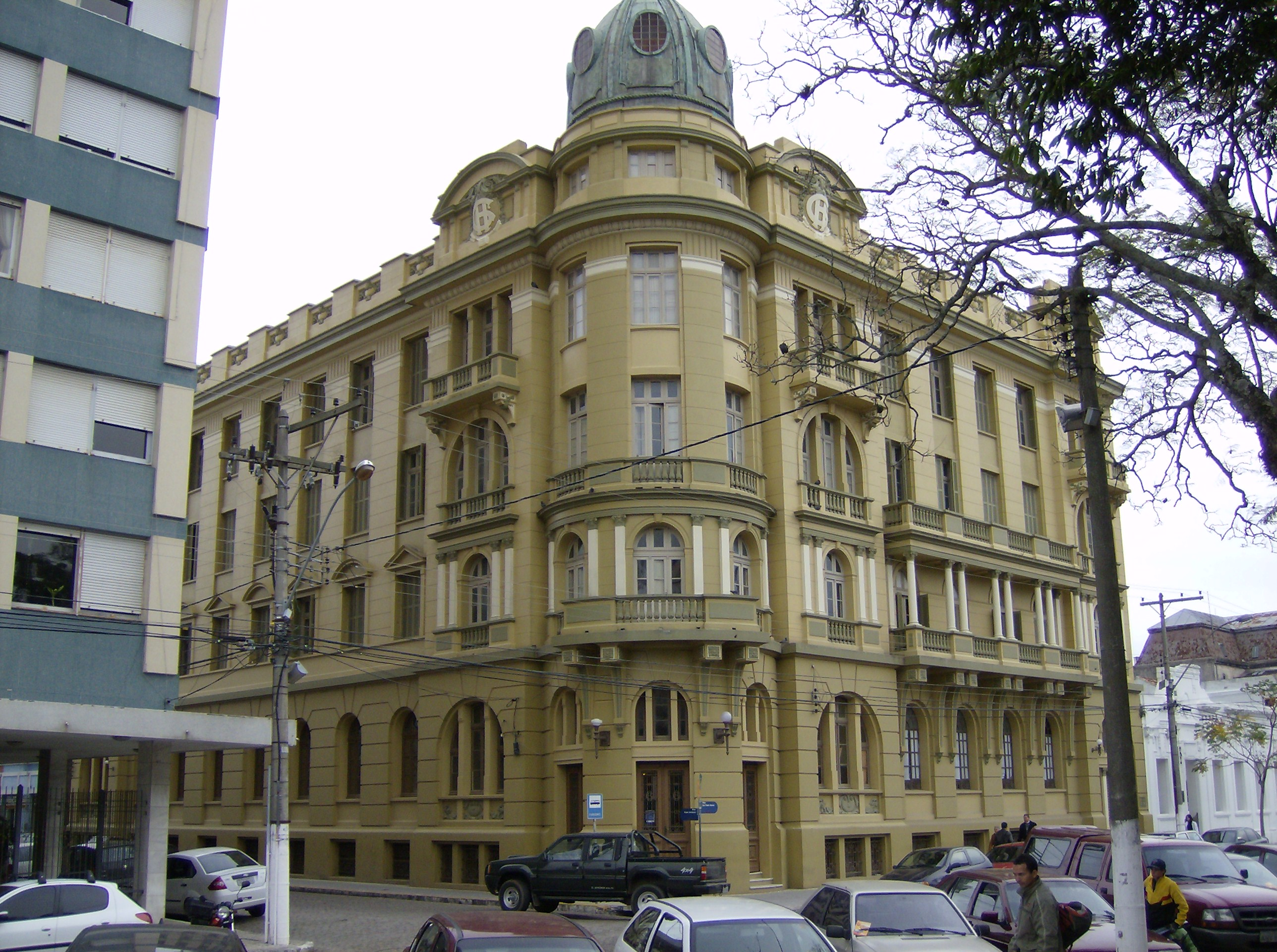
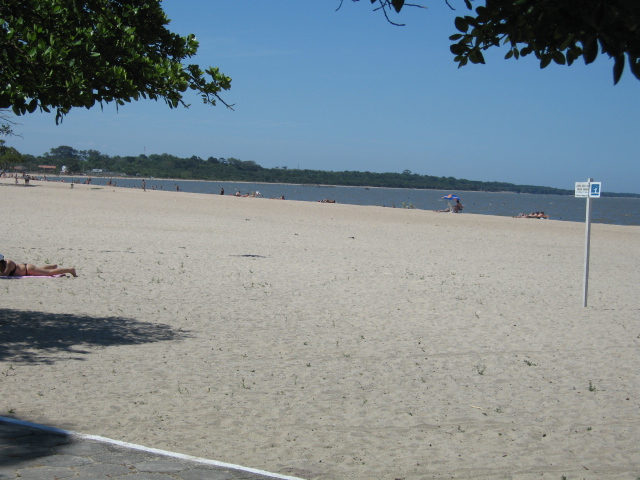

## Города-побратимы
Пелотас состоит в дружеских взаимоотношениях со следующими городами-побратимами:
| Город                   | Страна     | Дата | Ссылка |
| ----------------------- | ---------- | ---- | ------ |
| Авейру                  | Португалия | 1970 |        |
| Аракати                 | Бразилия   |      |        |
| Колония-дель-Сакраменто | Уругвай    |      |        |
| Судзу                   | Япония     |      |        |